# Les Églisottes-et-Chalaures
 Les Églisottes-et-Chalaures  es una población y comuna francesa, situada en la región de Aquitania, departamento de Gironda, en el distrito de Libourne y cantón de Coutras.

## Demografía
| 1888 | 1982 | 1863 | 1791 | 1731 | 1883 |
| Para los censos de 1962 a 1999 la población legal corresponde a la población sin duplicidades (Fuente: INSEE [Consultar]) |      |      |      |      |      |